# Waglers troepiaal
De Waglers troepiaal (Icterus wagleri) is een zangvogel uit de familie Icteridae (troepialen).

## Verspreiding en leefgebied
Deze soort komt voor van Mexico tot Nicaragua en telt 2 ondersoorten:
- Icterus wagleri castaneopectus: noordwestelijk Mexico.
- Icterus wagleri wagleri: van centraal Mexico tot Nicaragua.